# 維多利亞·嘉絲蒂
維多利亞·丹·嘉絲蒂（1993年2月19日—)，是一名美國演員和歌手。她因主演了尼克频道剧集《胜利之歌》和《Zoey 101》而出名。在音乐方面，她演唱了电视剧《Spectacular!》和《胜利之歌》中的许多歌曲，且于2015年推出了自己的第1张专辑《Shake》。
她曾在10歲时在电视剧《吉爾莫女孩》中参演过一个闲角，由此出道。2010年主演过尼克频道电視《狼的故事》。嘉絲蒂曾宣布她的第1张專輯將在2012年發佈。但因种种原因，专辑一直拖到2015年才发售。

## 早年生活
1993年2月19日，維多利亞·嘉絲蒂出生于弗羅里達州好莱坞。她的母親Serene是波多黎各人，她的父親Jack Justice有英國人、德國人和愛爾蘭人血统。她还有一个名叫Madison的妹妹。“维多利亚”("Victoria")一名源于罗马神话中的胜利女神“维多利亚”。拉丁语词“victōria”(单数主格形式)也是“胜利”之意。
嘉絲蒂在8歲时因看到一個儿童廣告产生了演藝的興趣。他们一家人在2003年时搬到了加利福尼亞州好萊塢，后来又搬到了洛杉矶。2005年，她参加了面试并顺利进入了洛杉矶密立根演艺学校(Los Angeles' Millikan Performing Arts Academy)音乐剧班(musical theatre program)就读。嘉絲蒂曾為一些大型品牌做過廣告，如拉夫·劳伦马球、GAP和Guess。她也上过在全國播出的廣告，包括代言默爾文、花生醬和Ovaltine等.

## 职业生涯

### 2003－09：事業的起點和《Zoey 101》
10岁时，嘉絲蒂在电视剧《吉爾莫女孩》当了一回临时演员。她参演的那一集名为“霍比特人、沙發和挖掘機”，饰演的角色为吉爾2号(Jill No. 2)。这是她演艺事业的开端。因為她说自己想從事演藝工作，于是他们一家人不久后便搬到了洛杉磯。次年，嘉絲蒂参演了迪斯尼頻道電視劇《扎克與科迪的套房生活》。她在其中扮演一個年輕的選美選手麗貝卡。2005年，嘉絲蒂参演恐怖电影《馬麗》，嘉絲蒂扮演了一個经常会看到抹大拉的马利亚的鬼影的年輕女孩Stella。當她跟她的父母說這件事時，他們帶她去看心理醫生，並且建議她服藥。當天晚上马利亚又回來找她，Stella不但不理睬身邊的事，還服藥睡覺了。這導致马利亚把目標轉向了Stella的妹妹。这部電影曾在2005年的多伦多电影节、多维尔美国电影节和圣塞瓦斯蒂安国际电影节等多个电影节上展览，并且成为2005年威尼斯電影節首映作品。
同年，嘉斯蒂有幸主演了尼克频道新剧《Zoey 101》。她饰演的角色名叫羅拉·馬丁內思(Lola Martinez)，在剧中是一個新生和一個梦想远大的演員。當她知道她贏得了这个角色时，她說：“我當時非常高興，我一直在蹦蹦跳跳地尖叫。當時真的是一個非常難忘的時刻。”
2006年，戲劇電影《未知》("Unknown")上映。这部电影是嘉絲蒂参演过的第1部戏剧电影，但她只在其中参演了一个小角色。這部電影票房成绩并不理想，影评也褒贬不一。影片在爛番茄目前只有39％的认可率，在Metacritic只有44％的认可率。而同年参演的恐怖电影《花园》("The Garden")则恶评更多。她演的是其中一个配角。有評論指出：“這部電影里有太多裸露的地方。花園讓我感覺到這不是一部電影，而是五部! 可能我是因為我花了五次來看完這部電影，所以給我這個感覺!”2007年和2008年，嘉絲蒂没怎么接其它的工作，只是集中精力在拍《Zoey 101》的第3季和第4季。2007年中旬，當嘉絲蒂還在拍《Zoey 101》的時候，她發佈了她的第1首单曲。這首歌是嘉絲蒂翻唱凡妮莎·卡尔顿)的歌曲《A Thousand Miles》。歌曲並沒有大力宣传，也沒有制作过MV。2010年，当嘉絲蒂在採訪中被问及她的音樂事业時，她說：“我的家人從小就跟我說，自從我會走路時，音樂就是一項我想做的事情，就跟它在我的血液里流淌一樣。我從小學習爵士舞，街舞班和表演班。不過當那個‘哇，這個東西我可以做一輩子而且會很成功’的時刻是當我第一次為《勝利之歌》上台表揚時。其實當時我只記得站在舞台上，看著下邊的觀眾非常緊張。當音樂開始時，我開始唱歌跳舞才真正感覺到這個神奇的感覺，並很清楚我這一輩子想要幹甚麼。”《Zoey 101》不久后便结束播映。
2009年是嘉絲蒂成功的一年。她主演了尼克频道音樂劇《Spectacular!》。 嘉絲蒂还在電影中演唱了3首歌曲。當她在採訪中被问及歌曲創作過程時，嘉絲蒂說：“它真的很有趣。這是第一次人們會聽到我正式唱歌。在YouTube上有一個翻唱瓦妮莎卡爾的歌《A Thousand Miles》的視頻。這我只是為我的個人興趣，不知怎麼到了網上，我感覺別人也喜歡它。但這是第一次人們會聽到我在錄音棚里唱歌。這非常酷而且我等不及讓別人來聽！所有的歌曲都很吸引人，而且你可以隨著歌跳舞。當我們進行拍攝時，我、西蒙柯蒂斯、亞凡·喬吉亞和安德烈·劉易斯都會聽！我們會情不自禁地跳起舞來練習動作。”她還表示：“我很快完成了歌曲。我唱了3首歌曲，都是與西蒙二重唱。而且我在2天內就完成了。我在正式錄音前就練了很長一段時間，因為我想提前做好準備。所以2週之前，我就天天在排練，差不多每天10次。記歌詞是一個好主意，因為你會有更多準備，我絕對有，但我不認為每個人都做。”嘉絲蒂、諾蘭芬克和西蒙·柯蒂斯一起主演的這部音樂劇于2009年2月16日在尼克频道首播。這部音樂劇已成為尼克国际儿童频道最受歡迎的電影之一，首播当晚吸引了3.7萬觀眾。该片所获影评以正面评价居多。到2011年为止，這部電影在爛番茄獲得了76％的认可率。
2009年4月起之后的一段时间内，嘉絲蒂先后参演了电视剧《愛卡莉》、《True Jackson, VP》、《The Troop》、游戏节目《BrainSurge》等节目。曾有消息称嘉絲蒂在此期间参演了一部将登陆影院的惊悚电影，但后来制作方只放出了部分预告片，而且电影最终也没能在各地上映。

### 2010–2013：主演《胜利之歌》
2010年3月27日起，嘉絲蒂与、利昂·托马斯三世、马特·本内特、伊丽莎白·吉利斯、爱莉安娜·格兰德等人联袂主演的儿童剧集《胜利之歌》开播。嘉絲蒂在剧中演唱了许多歌曲（其中包括该剧主题曲《让它闪耀》("Make It Shine")。在与剧名同名的一集中，嘉絲蒂演唱了自己的第3首单曲《让畏惧烟消云散》("Freak the Freak Out")。

## 个人生活
2011年，在Ryan Rottman客场《胜利之歌》后，嘉絲蒂便开始与其密切交往。2013年末，他们分手了。自2013年12月起，嘉絲蒂开始与Pierson Fode相恋。
维多利亚·嘉丝蒂曾卷入2014年8月名人照片泄露事件，但她否认与自己相关的照片的真实性。但她后来在Twitter上表示将采取法律行动，为所有涉事名人的隐私权讨一个说法。